# Johann Georg Sommer
Johann Georg Sommer (* 26. Januar 1634 in Mellenbach; † 21. August 1705 in Arnstadt) war ein deutscher Arzt, gräflicher Leibarzt zu Arnstadt und Mitglied der Gelehrtenakademie „Leopoldina“.
Johann Georg Sommer studierte bei Werner Rolfinck Medizin in Jena. Er war Provinzialarzt in Eisfeld und Königsfeld. Dann avancierte er zum schwarzburgischen Oberarzt und gräflichen Leibarzt in Arnstadt.
Am 18. Juni 1683 wurde Johann Georg Sommer mit dem Beinamen MACHAON II. als Mitglied (Matrikel-Nr. 115) in die Leopoldina aufgenommen.

## Schriften (Auswahl)
- Dissertatio Chimica Tertia, De Margaritis, Jenae Literis Krebsianis 1660 (Digitalisat)
- Kurze Anweisung zur christlichen Kinderzucht. Nachgedruckt in Johann Christoph Thieme: Haus-, Feld- und Wunderbuch. Nürnberg 1682.[1]